# Длусько-Ґрифінське
Длусько-Ґрифінське (пол. Dłusko Gryfińskie) — село в Польщі, у гміні Бане Грифінського повіту Західнопоморського воєводства.
Населення — 308 осіб (2011).
У 1975-1998 роках село належало до Щецинського воєводства.

## Демографія
Демографічна структура станом на 31 березня 2011 року:
|          | Загалом | Допрацездатний вік | Працездатний вік | Постпрацездатний вік |
| -------- | ------- | ------------------ | ---------------- | -------------------- |
| Чоловіки | 162     | 40                 | 113              | 9                    |
| Жінки    | 146     | 38                 | 86               | 22                   |
| Разом    | 308     | 78                 | 199              | 31                   |